# Extension nord de la ville de Bruxelles
L'extension nord de la ville de Bruxelles est une zone de la Région de Bruxelles-Capitale qui appartient à la commune belge de Bruxelles, située au nord du Pentagone.

## Situation
L'extension nord de Bruxelles se compose notamment de deux sites situés sur le canal maritime Bruxelles-Escaut. Du côté nord-ouest du canal, l'extension nord englobe les terrains de Tour et Taxis et une étroite bande le long du canal jusqu'à la place Sainctelette. Du côté sud-est, la zone commence à la petite ceinture et longe le canal au sud-ouest du village de Haren.
Au nord-est de l'extension nord, on trouve Haren, au nord ouest se trouve Laeken et au nord Neder-Over-Heembeek Ces trois sections font également partie de la ville de Bruxelles, c'est-à-dire de la commune de Bruxelles. Ces sections là font aussi partie de l'extension nord. Parfois, on ne désigne par le terme extension nord que les quartiers situés entre ces trois sections et le pentagone.
La partie de l'extension nord située entre le canal maritime Bruxelles-Escaut, la petite ceinture et les voies ferrées le long de la gare du Nord se nomme le quartier nord. Le large boulevard du Roi Albert II qui le parcourt approximativement du sud au nord forme a frontière communale car le quartier nord est également situé sur le territoire des communes de Saint-Josse-ten-Noode et Schaerbeek.

## Histoire
A la fin du XIXe siècle, le port de Bruxelles et le canal Bruxelles-Charleroi doivent être modernisés et les coûts sont estimés à 35 millions de francs belges. La ville de Bruxelles décide alors de les financer elle-même une partie des coûts de ce projet pour un montant de 12,4 millions de francs, à condition que les terrains de Tour et Taxis et les terrains le long du canal soient ajoutés à la ville de Bruxelles. En 1897, la ville de Bruxelles a annexé cette zone portuaire de Tour et Taxis et les communes de Laeken et Molenbeek-Saint-Jean ont perdu une partie de leur territoire. Ce qui entraine l'annexion de la gare de l'allée verte à la ville de Bruxelles.
Les bâtiments de Tour et Taxis ont été construits entre 1902 et 1907.
Lorsqu'un avant-port a été construit au nord du port de Bruxelles, la ville de Bruxelles a également voulu le financer sous condition d'annexion. En 1921, la ville réussit et la ville acquiert des parties des communes de Schaerbeek et Molenbeek-Saint-Jean afin de pouvoir construire l'avant-port et ces quais. Ces travaux ont été achevés en 1939, .
En 1921, en plus de l'extension nord ou à l'intérieur de celle-ci selon les auteurs, les anciennes communes de Laeken, Neder-Over-Heembeek et Haren ont été annexées à la commune de Bruxelles.